# Hochlandlager
Das Hochlandlager war von 1936 bis 1945 ein Hitlerjugendlager (HJ-Lager), später auch BDM-Lager, auf dem Gelände der jetzigen Jugendsiedlung Hochland bzw. Jugendbildungsstätte Königsdorf bei Königsdorf im heutigen Landkreis Bad Tölz-Wolfratshausen. Vor 1936 hatten bereits zwei Großzeltlager unter der Bezeichnung Hochlandlager an anderen Orten Oberbayerns stattgefunden.

## Erste Hochlandlager 1934 und 1935
Das Hochlandlager war ein Großzeltlager, das vom HJ-Gebiet 19 veranstaltet wurde. Da dieses HJ-Gebiet für das Einzugsgebiet der NSDAP-Gaue München-Oberbayern und Schwaben zuständig war, trug diese HJ-Einheit den Beinamen Hochland.
Das erste Großzeltlager veranstaltete das HJ-Gebiet 19 unter Leitung des Gebietsführers Emil Klein im August 1934 im Bereich der Gemeinden Riegsee und Aidling bei Murnau am Staffelsee. 6.000 Jungen wohnten für vier Wochen in der urwüchsigen Wald- und Moorlandschaft zwischen den Ortschaften. Als einzige HJ-Sondereinheit nahm die Marine-HJ aus München teil. Die Mitglieder hielten auf dem Riegsee Übungen ab.
Das Hochlandlager des Jahres 1935 fand in der Jachenau, Gemeinde Lenggries statt. An zwei Lagerblöcken nahmen jeweils 4.000 Jungen teil. Während des ersten Lagerblocks waren die Teilnehmer des Deutschlandlagers zu Gast im Hochlandlager. Die Hitlerjugend besaß 55 Auslandsorganisationen. Hitlerjungen aus 48 Staaten, darunter aus den USA und aus Südwestafrika (heute Namibia) besuchten 1935 das Deutsche Reich. Von einem Zeltlager in Kuhlmühle (Brandenburg) ausgehend, unternahmen diese Jungen eine Deutschlandreise, während der die Teilnehmer von Parteifunktionären begleitet wurden. In Lenggries entstanden ernste Konflikte mit Jagdpächter und den Anwohnern.
Im Zeltlager herrschte Kasernenhofton. Vier Wochen lang erlebten die Teilnehmer Sport, Geländespiele, aber in erster Linie weltanschauliche Schulung. Dabei sollten die Jungen in Vorträgen, in Sprechchören und Liedern die militaristische und rassistische NS-Ideologie verinnerlichen. Auf einem Thingplatz stand in Riegsee 1934 eine schwarze Ehrenwand. Darauf stand in weißen Buchstaben der Spruch: „Wir sind zum Sterben für Deutschland geboren“. Auf dem Platz davor wurden von den Jungen zwei ideologisch geprägte Theaterstücke aufgeführt: Fähnlein Langemarck und Eine deutsche Passion. Die Teilnehmer sollten nicht nur für den Militarismus begeistert werden, sondern auch zu fanatischen Anhängern des Nationalsozialismus geformt werden. Am Ende der vier Wochen lud die HJ-Führung die Dorfbevölkerung und die Eltern zu einer harmlosen Klamaukveranstaltung, dem Zirkus Holala ein. Sport, militärischer Drill und eine beeindruckende Präsentation der NS-Ideologie sollten auch die künftigen Hochlandlager prägen.

## Rothmühle bei Königsdorf 1936 bis 1945
Im nächsten Jahr fand das Hochlandlager wegen der Konflikte mit den Anwohnern und aus finanziellen Gründen erstmals auf eigenem Gelände bei Königsdorf statt. Hier erwarb die NSDAP – allerdings erst im November 1936 – für das HJ-Gebiet 19 eine 90 ha große Fläche von der Landeshauptstadt München. Erstmals waren alle Sondereinheiten des HJ-Gebietes 19 beteiligt: Die Marine-HJ, die Nachrichten-HJ, die Motor-HJ, die Flieger-HJ und die Streifen-HJ. Das Motto des Lagers lautete: „Disziplin und Glaube“. Betreut wurde das Zeltlager in diesem Jahr von der Wehrmacht. Nachdem das Areal um die Rothmühle Eigentum der Hitlerjugend geworden war, trug bald das komplette Gelände – nicht zu verwechseln mit den alljährlichen Zeltlagern – die Bezeichnung „Hochlandlager.“
Möglicherweise sorgte der Umstand, dass die Hitlerjugend am 1. Dezember 1936 per Gesetz zur Staatsjugend wurde, für eine deutlich niedrigere Zahl der Teilnehmer im Jahr 1937 und in den Folgejahren: Etwa 1.800 bis 2.400 HJ-Führer, das sommerliche Großzeltlager in Königsdorf war nun Führerlager. Eines der Mannschaftslager fand am Lautersee bei Mittenwald statt. Im Juni 1937 fand in Königsdorf erstmals ein Großzeltlager für die Mädchen des BDM statt.
1942 wurde auf dem Gelände des Hochlandlagers ein Wehrertüchtigungslager eingerichtet. Im April 1945 sollten innerhalb des Lagergeländes Hitlerjungen und Pimpfe zu „Werwölfen“, also Partisanen ausgebildet werden. Diese Kindersoldaten sollten Anschläge auf alliierte Soldaten verüben. Das Lagergelände an der Rothmühle wurde vermutlich am 1. Mai 1945 von Angehörigen der US-Streitkräfte befreit.

## Das Gelände an Rothmühle nach 1945
Nach dem Zweiten Weltkrieg wurde das Gelände des ehemaligen HJ-Hochlandlagers, dieses befand sich im Besitz der NSDAP, bis zum 19. März 1946 von der US-Army verwaltet. Als Treuhänder wurde Georg Weinbuchner, Bürgermeister von Osterhofen eingesetzt. Ab 19. März 1946 übernahm die UNNRA (United Nations Relief and Rehabilitation Administration) das Gelände, ohne eine Inventarisierung vorgenommen zu haben. Nun wurden jüdische Displaced Persons einquartiert und für Siedlungsprojekte im neu zu schaffenden Staat Israel vorbereitet. Die zionistische paramilitärische Untergrundorganisation Hagana richtete hier unter Billigung der amerikanischen Besatzungsmacht eine Ausbildungsstätte für Offiziere ein, die auf die erwarteten Auseinandersetzungen mit den Palästinensern im Zuge der Gründung des Staates Israel vorbereitet werden sollten.
Seit 1950 unterhält der im selben Jahr von einigen jungen Männern aus dem Umfeld der katholischen Jugendarbeit gegründete gleichnamige Trägerverein auf dem Gelände die Jugendsiedlung Hochland. Der Vereinsname Jugendsiedlung Hochland wurde zum mahnenden Gedenken an den historischen Hintergrund des Geländes gewählt.
Die Jugendsiedlung Hochland bietet mit ihren zirka 40 Angestellten bis zu 55.000 Übernachtungen im Jahr (19.000 in der Jugendbildungsstätte, 20.000 in Hütten, 16.000 im Zeltlager). Das Angebot wird vorrangig von Kinder- und Jugendgruppen sowie Familien und Schulen genutzt. Die Einrichtung steht aber auch für Seminare und Fortbildungen sowie individuellen Aufenthalt zur Verfügung. 2018 übernahmen Roland Herzog und Robert Wenzelewski die Leitung der Einrichtung.